# Авли (Грчка)
Авли (грч. Αυλή) је насељено место у  општини Кушница у периферији Источна Македонија и Тракија, Грчка. Према попису из 2021. године било је 450 становника.
Насеље је подигнуто после Грчког грађанског рата за мештане села Стари Авли. Први пут се помиње на попису из 1951. године са 43 становника.